# Landraad van Nidwalden
De Landraad van Nidwalden (Duits: Landrat) is het kantonsparlement van het kanton Nidwalden. De Landraad heeft wetgevende bevoedheden en bestaat uit 60 leden die via algemeen kiesrecht worden gekozen voor de duur van vier jaar. De laatste verkiezingen vonden op 7 maart 2010 plaats.

## Samenstelling Landraad 2002, 2006 en 2010
De samenstelling van de Landraad na de verkiezingen van 2002, 2006 en 2010 ziet er als volgt uit:
| Partij                     | Zetels 2002 | % 2002 | Zetels 2006 | % 2006 | Zetels 2010 | % 2010 |
| -------------------------- | ----------- | ------ | ----------- | ------ | ----------- | ------ |
| SVP                        | 7           | 13,6%  | 10          | 19,4%  | 19          | 25,4%  |
| CVP                        | 24          | 33,5%  | 23          | 30,9%  | 18          | 28,2%  |
| FDP                        | 19          | 31,9%  | 18          | 29,8%  | 17          | 28,8%  |
| DN                         | 7           | 19,7%  | 7           | 15,5%  | 5           | 13,8%  |
| SP                         | 2           | -      | 1           | 3,7%   | 1           | 3,5%   |
| Parteilose Liste Dallenwil | 1           | 1,3%   | 1           | -      | -           | -      |
| Totaal                     | 60          | 100%   | 60          | 100%   | 60          | 100%   |

## Verwijzingen
1. ↑  Een linkse groene partij, onderdeel (sinds 2005) van de Groene Partij van Zwitserland
2. ↑  Vertegenwoordigt de gemeente Dallenwil